# Hippodamos
Hippodamos från Miletos var en grekisk arkitekt och stadsplanerare under 400-talet f.Kr.. Han skapade ordnade och reguljära stadsplaner i motsats till antikens gängse intrikata och förvillande, som var vanliga i städer som Aten. Aristoteles har ett avsnitt om Hippodamos i "Politiken", där han framställs som i första hand teoretiker.
Hippodamos namn är hårt knutet till det genomgripande ombygget av hemstaden Miletos efter förstörelsen i perserkrigens slutskede. Åt Perikles tog han fram planen till hamnstaden Pireus vid Aten. När atenarna grundade Thurioi i södra Italien följde han med kolonisatörerna som arkitekt. Dessa projekt andas en mångsidig och integrerad planläggning, där militära och kommersiella anläggningar vid hamnen separerades från expansionsutrymmen för privata och allmänna byggnader.
Senare lär han ha övervakat bygget av den nya staden på Rhodos, trots att det drog igång först år 408 f.Kr..
Hans nätverksplaner som bestod av ett antal raka gator vilka skar varandra under räta vinklar, blev vägledande urbana principer under antiken. Till dessa har senare forskning konstaterat att det fanns förebilder. Ortogonala stadsplaner förekom bland annat i Selinus på Sicilien och Olbia vid Svarta havet.